# ポーク・テンダーロイン・サンドイッチ
ポーク・テンダーロイン・サンドイッチ（英: pork tenderloin sandwich）は豚肉のパン粉揚げを具とするサンドイッチ。米国中西部、特にインディアナ、イリノイ、ネブラスカ、ミズーリ、アイオワの各州でよく食べられている。インディアナ州フォートウェイン近郊の都市ハンティントンにある料理店ニックス・キッチンが発祥だという主張がある。

## 解説
「ポーク・テンダーロイン」は一般的に豚のヒレ肉を指すが、この料理は名前に反してロース肉を薄く切り、肉叩きで叩き伸ばして用いる。小麦粉、卵、パン粉もしくは砕いたクラッカーからなる衣をつけて油で揚げたものをハンバーガーバンズで挟む。バンズよりも肉の面積がはるかに大きいのが特徴である。調味料やトッピングにはマスタード、ケチャップ、マヨネーズ、レタス、トマト、タマネギ、ピクルスが用いられる。
フライドポテトが一般的なつけ合わせだが、オニオンリングで代えられることも多い。

## バリエーション
バリエーションとして揚げずに焼いたロース肉を用いるものがある。この食べ方はニューイングランドからサウスカロライナにかけて広まっている。肉に調味料をすりこんだり、塩水漬けにしたり、調味液に漬け込んだりした後に鉄板か網で焼き、カイザーロールかハンバーガーバンズで挟んで調味料をかける。